# Herbert III d'Omois
Herbert III de Vermandois, dit le Vieux, né entre 910 et 928 et mort entre 980 et début 985, fut comte d'Omois de 943 à sa mort. Il était fils d'Herbert II, comte de Vermandois, et d'Adèle de France, fille du roi Robert Ier.
Après la mort de son père, il reçut en partage le comté d'Omois et l'abbatiat laïc de Saint-Médard de Soissons, et contrôla rapidement la vallée de la Marne entre Meaux et Épernay après la mort de son frère Robert en 967. Face aux Ottoniens, il se rapproche du roi Lothaire qui le fait comte palatin et semble lui octroyer le comté de Reims. En effet, une charte du roi Lothaire le qualifie de « comte du palais ». Ce titre est à rapprocher de celui de comte palatin que porteront après lui les comtes de Blois et Champagne», héritiers des Herbertiens.
À sa mort, le roi Lothaire partagea ses domaines entre deux de ses neveux, Eudes Ier, comte de Blois, et Herbert IV le Jeune, comte de Troyes et de Meaux.
Marié fin 951, il n'avait en effet pas eu d'enfants de son épouse Edwige de Wessex. Cette dernière était la fille d'Édouard l'Ancien, roi d'Angleterre, et veuve du roi de France Charles le Simple, que son père avait fait prisonnier et laissé mourir en prison.

## Source
- Christian Settipani, La Préhistoire des Capétiens (Nouvelle Histoire généalogique de l'auguste maison de France, vol. 1), Villeneuve-d'Ascq, éd. Patrick van Kerrebrouck, 1993, 545 p. (ISBN 978-2-95015-093-6).